# Eben Etzebeth
Eben Etzebeth (wym. [ˈibən ˈæːt͡sɛbɛt], ur. 29 października 1991 r. w Kapsztadzie) – południowoafrykański rugbysta występujący na pozycji wspieracza; reprezentant kraju, zdobywca i dwukrotny uczestnik pucharu świata.

## Kariera klubowa
Etzebeth w rodzinnym Kapsztadzie uczęszczał do Goodwood Park Primary School, a następnie do Hoërskool Tygerberg, dokąd trafił w 2005 roku. Początkowo występował na różnych pozycjach w formacji ataku: łącznika ataku, środkowego, skrzydłowego, czy obrońcy. W trakcie czterech lat spędzonych w Tygerberg urósł 50 cm, przez co został przekwalifikowany na gracza formacji młyna.
W 2009 roku wraz z regionalnym zespołem Western Province wziął udział w juniorskim turnieju Craven Week; rok później uczestniczył w mistrzostwach kraju do lat 19.
W roku 2011 Etzebeth był czołową postacią Ikey Tigers, drużyny Uniwersytetu Kapsztadzkiego, która w kwietniu sięgnęła po tryumf w akademickich rozgrywkach o Varsity Cup. Niecały rok później, bo w marcu 2012 roku młody wspieracz zadebiutował w barwach Stormers w Super Rugby (mecz z Hurricanes). Z zespołem dotarł do półfinału tych zawodów.
Dopiero w październiku tego samego roku zaliczył natomiast swoje pierwsze spotkanie w krajowym pucharze Currie Cup w barwach Western Province. Pomimo że dla Western Province w sezonie 2012 Etzebeth zdążył zagrać zaledwie trzy razy, i tak został wybrany najlepszym zawodnikiem drużyny w opinii innych graczy (Players’ Player of the Year) oraz najlepszym zawodnikiem formacji ataku w drużynie.

## Kariera reprezentacyjna
Etzebeth występował w juniorskich i młodzieżowych reprezentacjach RPA. W 2011 wraz z zespołem do lat 20 uczestniczył w rozgrywanych we Włoszech Mistrzostwach Świata Juniorów, gdzie jednak Babyboks zajęli dopiero 5. miejsce.
W czerwcu 2012 roku zadebiutował w kadrze seniorów w meczu z Anglią, jeszcze przed rozegraniem jakiegokolwiek meczu w Currie Cup. Wkrótce stał się podstawowym zawodnikiem drużyny narodowej, zdobywając przy tym tytuł najlepszego młodego zawodnika w RPA za rok 2012 (SA Rugby Young Player of the Year).